# ديبورا غريغوري
ديبورا غريغوري (بالإنجليزية: Deborah Gregory)‏ هي كاتِبة أمريكية، ولدت في 1950 في نيويورك في الولايات المتحدة.

## وصلات خارجية
- ديبورا غريغوري على موقع IMDb (الإنجليزية)
- ديبورا غريغوري على موقع قاعدة بيانات الفيلم (الإنجليزية)